# جان شیهان
جان شیهان (انگلیسی: John Sheehan؛ ‏ ۲۲ اکتبر ۱۸۸۵ – ۱۴ فوریهٔ ۱۹۵۲) بازیگر اهل ایالات متحده آمریکا بود.
از فیلم‌هایی که وی در آن‌ها نقش داشته‌است، می‌توان به بلندپرواز باش، پیتسبرگ، زن سال، غرور یانکی‌ها، احمق آمریکایی خوش‌تیپ، آدم‌کش‌ها، کالیفرنیا، ترانه مرد لاغر، ساعت بزرگ، مردم علیه اوهارا، پت و مایک، گذشته مری هلمز، خانم مارکر کوچک، خانم برادفورد سابق، زن بدنام، در گرداگرد شهر، هتل هالیوود، هفت گناهکار، زنی با موهای شرابی بلوند و جزیره ویک اشاره نمود.